# Bracon pilitarsis
Bracon pilitarsis är en stekelart som beskrevs av Cameron 1912. Bracon pilitarsis ingår i släktet Bracon och familjen bracksteklar. Inga underarter finns listade.